# أيامي ميزوشيما
أيامي ميزوشيما (باليابانية: 水島あやめ) (17 يوليو 1903 في اليابان - 31 ديسمبر 1990)؛ كاتبة سيناريو وروائية يابانية.